# Pedro Boese

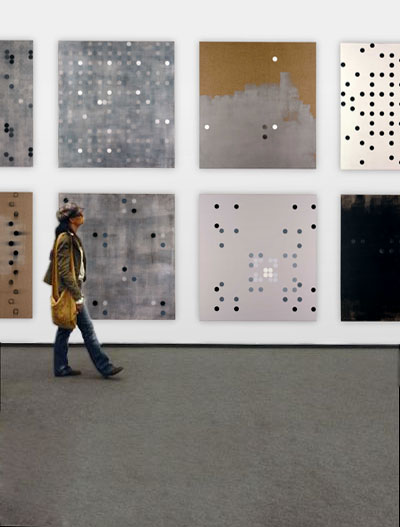
grids and grooves (2010)

Pedro Boese (Beira, 1972) é um pintor teuto-português.

## Vida e obra
Pedro Boese nasceu na Beira, Moçambique. De 1993 a 1997 estudou artes plásticas na Universidade das Artes de Maastricht, Holanda e graduou-se em pintura e gravura. De 1998 a 2001 fez uma pós graduação no „Institut für Kunst im Kontext“ da Universidade das Artes de Berlim tendo frequentado durante 2 anos a classe Lothar Baumgarten.

Pedro Boese vive e trabalha em Berlim.
O círculo e o rectângulo têm um significado relevante nas pinturas de Pedro Boese. Ele examina sempre em novas variações as ditas formas que são tema central das suas telas. As suas primeiras obras têm origem em círculos somente sobrepostos e translúcidos, seguindo-se a partir de 2006 sistemas de grades baseados na forma circular. O esquema de composição da obra do pintor desenvolveu-se até este último gesto de rigor, sendo nivelado através de um processo de destruição parcial da superfície dos quadros.

## Obras em coleções públicas
- Museus Estatais de Berlim-Gravuras e desenhos[1]
- Museo Folkwang, Essen[2]
- Museo de Arte Basileia
- Coleção de arte da Bosch Rexroth AG, Lohr am Main
- Coleção Golden Tulip Hospitality Group, Berlin
- Coleção de artes da Danish Oil & Natural Gas, Kopenhagen

## Prêmios
- 2011 Artes financiamento da Gestão Cultural do Senado de Berlim
- 2010 Nomeação para o Prêmio Internacional de Arte André-Evard, Messmer Fundação, Riegel[3]
- 2008 Nomeação para o Prêmio Coranty Guasch, Centro de Cultura Contemporânea de Barcelona[4]
- 2007 Nomeação para o prêmio de arte da Bosch Rexroth AG, e IHK Würzburg
- 2006 Nomeação para o prêmio de arte da Gasag, Berlim[5]

## Exposições individuais
- 2011 monomodul, Elisengalerie - Espaço Para A Arte, Aachen[6]
- 2010 grids and grooves, Galeria Geymüller, Essen
- 2009 Motive, MARS, Berlin
- 2007 269 Cores + Interferências, Galeria Scotty Enterprises, Berlim
- 2006 keine gewissheit für die augen, Galeria Weisser Elefant, Berlim
- 2006 repulsa, projectspace Gebauerhöfe, Berlim
- 2006 Fórum de Arte do Pax-Bank Berlim
- 2004 Fórum de Arte do Danish Oil & Nature Gas, Kopenhagen

## Exposições colectivas
- 2012  Dot.Systems-from Pointillism to Pixelization,   Wilhelm-Hack-Museum, Ludwigshafen[7]
- 2010 Messmer Fundação, Riegel
- 2009 Farbe konkret, Galeria Norte / Kunstverein Tiergarten, Berlim[8]
- 2008 Centro de Cultura Contemporânea de Barcelona
- 2008 La intimidad y el distanciamiento, Museo para la Identidad Nacional, Tegucigalpa, Honduras
- 2007 The Art of Drive and Control, Bosch Rexroth AG, IHK Würzburg
- 2007 La intimidad y el distanciamiento, Museo de Arte de El Salvador, San Salvador[9]
- 2005 Resumo Perspectivas, Galeria Norte/Kunstverein Tiergarten, Berlim
- 2004 Grande exposição de arte, Villa Kobe, Halle